# Couteau de survie

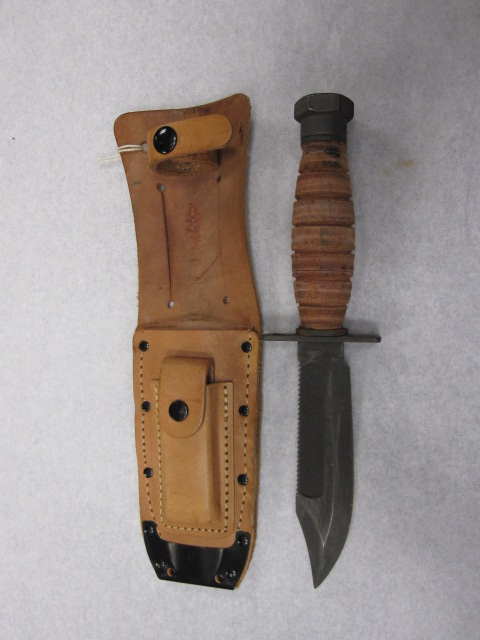
Un couteau autrefois remis aux pilotes de la marine américaine dans le cadre d'un kit.

Un couteau de survie est un couteau destiné à la survie dans un environnement sauvage, souvent en cas d'urgence lorsque l'utilisateur a perdu la plupart de son équipement principal.
La plupart des unités de l'aviation militaire distribuent une sorte de couteau de survie à leurs pilotes au cas où leurs avions seraient abattus derrière les lignes ennemies et que l'équipage aurait besoin d'outils pour faciliter sa survie, sa fuite et son sauvetage.
Les couteaux de survie peuvent être utilisés pour le piégeage, le dépouillement, le découpage du bois, la sculpture du bois, et d'autres utilisations. Les chasseurs, les randonneurs et les amateurs de sports de plein air utilisent des couteaux de survie.
Certains ont une lame lourde et épaisse, d'autres sont légers ou pliables afin d'économiser du poids et de l'encombrement dans le cadre d'un kit de survie plus important. Leurs fonctions consistent souvent à servir de couteau de chasse.
Des caractéristiques, telles que les manches creux, qui peuvent servir de rangement pour des allumettes ou d'autres petits objets similaires, ont commencé à gagner en popularité dans les années 1980. On attribue souvent l'invention de ces caractéristiques à des fabricants sur mesure ou semi-customisés tels que les Américains Jimmy Lile (en), Bo Randall et Chris Reeve (en),.

## Origine
Avant la fin du XIXe siècle, les amateurs de plein air et le personnel militaire n'utilisaient pas de couteaux sensiblement différents de ceux utilisés par les bouchers. Les lames étaient relativement fines et les manches n'étaient souvent pas plus que deux plaques de bois rivetées à la soie. Des dentelures sont apparues sur les couteaux au XIXe siècle pour servir de scie à bois ou d'écailleur à poisson.
Au début du siècle, Webster L. Marble a introduit le concept moderne de couteau de chasse (en). Ces couteaux comportaient des lames plus lourdes, des protections transversales et des pommeaux. Ils ressemblaient beaucoup aux couteaux Bowie miniaturisés. Case, Cattaraugus et d'autres fabricants de coutellerie ont rapidement introduit des couteaux similaires et c'est de là que vient le concept moderne du couteau de survie. Ces couteaux, ainsi que les machettes et les bolos, constituaient les couteaux de survie utilisés par les militaires, les explorateurs et les hommes de plein air au moins jusque dans les années 1930.
Pendant la Seconde Guerre mondiale, les couteaux de survie ont été distribués aux équipages des avions, car il y avait une réelle possibilité que ces personnels soient abattus au-dessus des régions sauvages ou derrière les lignes ennemies. Les canots de sauvetage à bord des navires militaires contenaient aussi fréquemment des kits de survie comprenant des couteaux. La conception de ces couteaux variait d'une branche du service à l'autre et d'une nation à l'autre. La majorité d'entre eux étaient simplement des couteaux commerciaux achetés en gros par l'armée. Depuis l'époque du Viêt Nam et jusqu'à aujourd'hui, les couteaux de survie fabriqués sur mesure ont évolué.
L'un des modèles de Randall qui est devenu un couteau de combat populaire pour les troupes au Viêt Nam était le modèle « Attaque » numéro 14. Au cours du Viêt Nam, Randall a reçu les commentaires d'un chirurgien de combat du 94e détachement médical de l'armée américaine, le capitaine George Ingraham, qui demandait des dentelures sur la colonne vertébrale pour couper le fuselage des avions abattus afin de sauver le personnel piégé et une poignée creuse pour permettre le rangement du matériel de survie. Randall apporta les modifications nécessaires et le résultat fut le premier des couteaux de survie modernes.
Certaines armées (dont la Finlande, la République populaire de Chine, la Grande-Bretagne, l'Allemagne, l'Union soviétique et les États-Unis) ont modifié la baïonnette utilisée avec leur fusil pour y inclure des caractéristiques de couteau de survie.
Historiquement, les baïonnettes ont mal fonctionné en tant que couteaux de campagne, car elles étaient principalement conçues pour transformer un fusil en arme de poussée et seulement secondairement (si tant est qu'elles aient fonctionné) pour servir de couteau de campagne. Les modèles les plus récents fonctionnent de manière plus acceptable pour des tâches banales tout en pouvant être attachés à la bouche d'un fusil.

## Caractéristiques
Les couteaux de survie sont conçus pour des travaux tels que la pose de pièges, la coupe de branches, la sculpture du bois et l'écorchage d'animaux. La plupart des couteaux de survie ont des lames fixes de 10 à 20 cm de long avec une soie épaisse et pleine. Les couteaux de survie fabriqués par Aitor (en), Lile (en), Parrish, Randall (en) ou Reeve (en) ont un manche creux, ce qui permet à l'utilisateur d'y ranger du matériel supplémentaire. Certains de ces couteaux comportent une boussole dans le capuchon. Un couteau de survie à manche creux peut avoir une résistance réduite et peut se casser plus facilement lors de l'exécution de tâches telles que le découpage ou le passage de bâton.
Sur certains couteaux de survie, le dos de la lame est plat, ce qui lui permet de constituer une bonne plate-forme de frappe lorsqu'on le frappe avec un bâton dur pour aider à fendre le bois. D'autres modèles, tels que ceux de Lile et Parrish, ont un dos dentelé ou, dans le cas des couteaux de Rob Simonich et Strider (en), un briseur de bande (cerclage) près de la pointe. Pour les couteaux de survie qui ont une épine plate distincte avec des bords tranchants à 90 degrès, l'utilisateur peut frapper les bords de l'épine contre une tige de ferrocérium pour créer des étincelles afin de démarrer le feu.
Si le couteau a une pointe solide, il peut également être utilisé comme arme de self-défense. Certains couteaux comportent même des trous dans le manche, de sorte qu'il peut être fixé à un long bâton et qu'il fonctionne alors comme une pointe de lance. La possibilité de monter le couteau sur un bâton pour en faire une lance permet à l'utilisateur de mieux chasser les animaux sauvages à une distance plus sûre.
Les lames de couteaux de survie sont généralement fabriquées en deux types d'acier principaux : l'acier inoxydable et l'acier au carbone. L'acier inoxydable est prisé pour sa résistance à la corrosion, ce qui le rend particulièrement adapté aux environnements humides ou salins. Il est facile à entretenir, bien que sa capacité à conserver un tranchant puisse être inférieure à celle de l'acier au carbone. En revanche, l'acier au carbone est réputé pour sa durabilité et sa capacité à maintenir un tranchant affûté pendant de longues périodes. Toutefois, il est plus susceptible de rouiller et nécessite donc un entretien plus rigoureux pour éviter la corrosion. Le choix entre eux dépend souvent des conditions spécifiques d'utilisation et des préférences personnelles de l'utilisateur.
Le matériau du manche des couteaux de survie diffère de l'un à l'autre et est principalement déterminé par les préférences de l'utilisateur. Il peut être en caoutchouc durci, en bois, en os (corne), en aluminium, en polymère ou même en métal, comme l'acier inoxydable dans le cas du Aitor Jungle King I, ou en acier à outils comme celui utilisé dans la gamme Chris Reeve One-Piece.
Les fabricants comme Lile, Strider et Parrish enveloppent souvent ces couteaux à manche métallique d'une cordelette qui peut être utilisée dans des situations de survie et qui, en usage quotidien, offre une prise en main plus confortable et plus fiable. Dans une situation où le manche du couteau se brise, si le couteau est à pleine soie, les utilisateurs peuvent également envelopper la zone du manche de la soie avec de la corde pour créer un manche de fortune fonctionnel et ne pas perdre la fonctionnalité du couteau.

## Exposition
- « Couteaux de chasse du XIXe siècle », Espace Pelletier, Nogent, 2004[10].